# 안녕 피아노 소나타
《안녕 피아노 소나타》(さよならピアノソナタ 사요나라 피아노 소나타[*])는 일본의 라이트 노벨이다. 스기이 히카루가 썼으며 우에다 료가 삽화를 담당했다. 전격 문고(아스키 미디어 웍스)에서 전 5권이 발매되었으며 대한민국에서는 L 노벨(디앤씨미디어)에서 발매되었다.

## 개요
음악 평론가 아버지를 둔 고등학생 히카와 나오미와, 음악계에서 갑자기 실종된 천재 피아니스트 소녀 에비사와 마후유의 만남에서 시작하는 청춘 연애 소설이다. 등장인물들이 록 밴드를 만들어 활동하는 이야기이며, 또한 에비사와 마후유 이외에도 클래식 음악의 관련자가 많아, 작품 전반적으로 록과 클래식 곡들이 많이 등장한다.

## 등장인물
히카와 나오미(桧川 直巳)
본작의 주인공. 여자같은 이름이라는 이유로 보통 '나오'라는 애칭으로 불린다. 음악 평론가 히카와 테츠로의 아들로, 몇 번 대신 원고를 쓰고 이것이 각종 음악 관계자들에게 인정받기도 한다. 음악 감상과 기계 만지는 것과 같은 인도어(Indoor) 취미를 가지고 있으며, 악기는 자주 만져보긴 하지만 연주는 잘 하지 않는다. 기계 부품을 구하기 위해 가끔 가는 기차로 몇 시간 정도 걸리는 해변의 쓰레기장에서 버려진 피아노를 연주하던 마후유와 만났고, 고등학교 입학 후에 전학 온 마후유와 다시 만나게 되었다. 음악 연습실의 사용권을 두고 마후유와 기타 대결을 벌이며, 이를 계기로 밴드(민속 음악 연구부)에서 활동하게 된다. 파트는 베이스 기타·보컬. 베이스 기타 '아리아프로Ⅲ'를 직접 개조해서 사용하고 있다. 연주 기술은 작중에서 많은 성장을 보이지만, 다른 멤버에 비해 저조하다. 가창력은 꽤 있는 것으로 보인다.
덧붙여, 본명이 밝혀진 것은 2권에서였다. 1권에서는 히카와 나오(桧川ナオ)였다.
에비사와 마후유(蛯沢 真冬)
본작의 히로인. 유명한 오케스트라 지휘자 에비사와 치사토의 딸이며, 동유럽의 국제 콩쿠르에서 사상 최연소 우승 기록을 남긴 천재 피아니스트. 헝가리인 어머니를 둔 혼혈이다. 바흐의 곡을 중심으로 한 레퍼토리와 정확한 리듬, 비판을 받기 쉬운 주법 등이 특징인데, 작가는 글렌 굴드를 마후유의 모델로 했기 때문이라고 말했다. 오른손 손가락이 잘 움직이지 않는 것을 이유로 피아노를 중단하고 일렉트릭 기타만을 연주하게 되었다(이 때문에 특이한 피크를 사용한다). 나오미와 같은 고등학교에 전학 온 처음에는 폐쇄적이고 공격적인 태도를 취하지만, 나오미와 기타 승부를 한 이후 조금씩 나아진다. 밴드 이름 '페케테리코'는 마후유가 명명했으며, 이는 본작의 주요 곡인 비틀즈의 'Black Bird'(앨범 The Beatles에 수록)를 헝가리어로 번역한 것이다. 파트는 기타. 펜더 스트라토캐스트의 60년대 빈티지모델을 사용한다.
아이하라 치아키(相原 千晶)
나오미가 어릴 적부터, 초등학교부터 고등학교까지 모두 같은 반인 친구. 중학생 시절에는 유도에 열중했으며, 현 대회에 출전할 정도의 실력자였지만, 허리 통증으로 그만두었다. 카구라자카 쿄코를 만나 한눈에 반해, 그녀가 필요로 하는 밴드 멤버가 되기 위해 악기를 시작했다. 밝고 곧은 성격으로, 불과 반년만에 쿄코도 인정할 정도의 실력으로 발전했다. 파트는 드럼(원베이스 드럼). 나오미에게는 분명히 호의를 갖고 있지만, 전해지지 않는다.
카구라자카 쿄코(神楽坂 響子)
나오미의 고등학교 한 학년 선배. 민속 음악 연구부 부장, 밴드 리더. 혁명가를 자칭하는 기교(奇矯)한 인물로, 학교에서도 아주 유명한 인물이다. 언변이 좋고, 훌륭한 연주 실력과 가창력을 겸비, 남녀를 불문하고 반할 만하다. 그러나 그 이면에는 수많은 피해자들에게 트라우마를 심어놓을정도의 책략가의 모습을 갖고있어서 여러모로 위험한 인물 마후유를 자신의 밴드에 데려오기 위해 나오미에게 베이스 기타를 쥐어주고 승부를 벌이게 한다. 위의 세 명과 함께 밴드를 완성한다. 파트는 기타·보컬. 검은 깁슨 레스폴을 사용한다. 이것은 아르바이트를 하는 악기점의 점장의 약점을 쥐고 강탈한 것으로 알려져 있었지만, 외전에서 진상이 밝혀진다.
히카와 테츠로(桧川 哲朗)
나오미의 아버지. 음악 평론가(업계의 빈대라고 말하는 경우도 있다). 나오미가 여섯 살 때 이혼하고, 그 어떤 집안일도 스스로 잘 하지 못하는 생활 능력 부족자. 에비사와 치사토와는 고등학교·대학교 동기생. 주요 등장 인물 중 유일하게 삽화가 그려져 있지 않다. 이에 대해 작가는 데스노트의 L을 모델로 생각했다고 말한 후 편집자나 일러스트레이터로부터 아무런 언급이 없었기 때문이라고 말했다.
에비사와 치사토(蛯沢 千里)
마후유의 아버지. 국제적으로 인정받은 지휘자. 미국을 중심으로 활동하고 있는 것으로 보이며, 시카고와 보스턴의 악단의 상임지휘자를 역임하고 있다. 역시 이혼 경험이 있다. 테츠로가 붙인 '에비칠리(칠리 새우)'라는 별명으로 세상에 불리고 있다. 작가는 일러스트의 모델이 고이즈미 준이치로라고 말했다.
줄리앙 플로벨(Julien Flaubert)
세계적으로 유명한 천재 소년 바이올리니스트. '유리'라는 애칭으로 자주 불린다. 에비사와 치사토와 함께 미국 연주 여행을 돌고 있었으며, 마후유와도 친한 사이이다. 일본어는 완벽. 여자로 착각하기 쉬운 외모로, 자신을 숨기기 위해 자주 여장을 한다.

## 작중에 등장하는 곡
※이하는 작곡가의 성을 기준으로 알파벳 순
| - 요한 제바스티안 바흐 - 토카타와 푸가 라단조 - 평균율 클라비어곡집 제 2권 - 영국 조곡 - 마태오 수난곡 - 평균율 클라비어곡집 제 1권 전주곡과 제1번 다장조 - 크리스마스 오라토리오 - 파르티타 제2번 다단조 - 푸가의 기법 - 음악의 헌정 - 골드베르크 변주곡 - 이탈리아 협주곡 - 밀리 발라키레프 - 이슬라메이 - 비틀즈 - Revolution - Hey Jude - Black Bird ※1~3권의 클라이막스에서 항상 등장하는 곡으로, 작품 전체적인 테마를 지닌 곡이다. - Revolution 9 - Sgt. Pepper's Lonely Hearts Club Band - A Day In the Life - When I'm Sixty-Four - 루트비히 판 베토벤 - 피아노 소나타 12번 내림가장조 <장송> - 에로이카 변주곡 - 피아노 협주곡 2번 내림나장조 - 피아노 소나타 26번 마장조 《고별》 ※제목은 이 곡에서 유래했다. - 피아노 소나타 30번 마장조 - 피아노 협주곡 5번 내림마장조 <황제> - 바이올린 협주곡 - 바이올린 소나타 9번 가장조 <크로이처> - 교향곡 9번 라단조 《합창》 - 바이올린 소나타 5번 바장조 <봄> - 피아노 소나타 31번 내림가장조 - 피아노 소나타 29번 내림나장조 <함머클라이비어> - 바이올린 소나타 7번 다단조 - 알반 베르크 - 바이올린 협주곡 - 척 베리 - Roll Over Beethoven - 요하네스 브람스 - 헝가리 무곡 - 하이든 주제에 따른 변주곡 - 대학 축전 서곡 - 교향곡 4번 마단조 - 피아노 협주곡 2번 내림나장조 - 안톤 브루크너 - 교향곡(작중에서 번호는 나와있지 않다) - 레이 찰스 - Born to Lose - 프레데리크 프랑수아 쇼팽 - 연습곡 작품10 3번 마장조 <이별의 곡> - 연습곡 작품10 12번 다단조 <혁명> - 피아노 소나타 2번 내림나단조 <장송> - 연습곡 작품25 9번 사장조 <나비들> - 에디 코크란 - Come on, everybody - 더 클래쉬 - London Calling - 헤르마누스 콘트락투스 - 살베 레지나 - 존 프레드릭 쿠츠 - 산타할아버지 우리 마을에 오시네 - 데프 레퍼드 - 파이로마니아 - 히트 테리어 - Love And Affection - 안토닌 드보르자크 - 교향곡 9번 마단조 《신세계에서》 - 교향곡 3번 마장조 - 교향곡 5번 바장조 - 이글스 - Desperado - 호텔 캘리포니아 - The Last Resort - 에드워드 엘가 - 사랑의 인사 - 첼로 협주곡 - 에머슨 레이크 앤드 팔머(ELP) - Trilogy - 전시회의 그림 - 익스트림 - He-Man Woman Hater - 크리스토프 빌리발트 글루크 - 아우리스의 이피게네이아에서 <오오, 나의 사랑하는 딸아> - 샤를 구노 - 아베 마리아 - 샤를 루이 아농(하논) - 연습곡 43번 - 지미 헨드릭스 - 성조기 | - 아르튀르 오네게르 - 크리스마스 칸타타 - 교향적 단장 1번 《퍼시픽 231》 - 아이언 메이든 - 강철의 처녀 - Killers - 라르크 앙 시엘 - Pieces - 레오시 야나체크 - 현악 4중주 1번 《크로이처 소나타》 ※베토벤의 바이올린 소나타 <크로이처 소나타>를 듣고 영감을 얻은 레프 톨스토이가 쓴 소설 '크로이처 소나타'를 읽고 영감을 얻은 야나체크가 작곡한 곡으로, 작중에서 이 연관성이 하나의 소재로 등장한다. - 벤 E. 킹 - Stand by Me - 레드 제플린 - Stairway to Heaven - Kashmir - 존 레논 - Rock 'n' Roll - Happy Xmas (War Is Over) - 클로드 조제프 루제 드 릴 - 라 마르세예즈 - 프란츠 리스트 - 헝가리 광시곡 2번 올림다단조 - 파가니니에 따른 대연습곡 1번 트레몰로 - 로웰 메이슨 - Joy to the World - 펠릭스 멘델스존 - 한여름 밤의 꿈 - 올리비에 메시앙 - 새의 카탈로그 - 머틀리 크루 - Home sweet home - 볼프강 아마데우스 모차르트 - 작은 별 변주곡 - 피가로의 결혼 - 가짜 여정원사에서 <당신이 버려도 내 마음은 변하지 않는다> - 아베 베룸 코르푸스 - Mr.Big - Green-Tinted Sixties Mind (작중에는 60'S 마인드로 표기) - Nothing But Love - 모데스트 무소륵스키 - 전시회의 그림 - 니미 도쿠히데 - 들리다(聞こえる) - 자크 오펜바흐 - 천국과 지옥에서 갤럽 - 오노 유지 - 루팡 3세 테마 - 자코모 푸치니 - 토스카에서 <별은 빛나건만> - 라 보엠에서 로돌프의 모티프 - 투란도트에서 <아무도 잠들지 못하리> - 퍼피 - 아시아의 순진 - 바다로 - 퀸 - Somebody To Love - 모리스 라벨 - 왼손을 위한 피아노 협주곡 - 죽은 왕녀를 위한 파반느 - 세르게이 라흐마니노프 - 피아노 협주곡 2번 다단조 - 파가니니 주제에 따른 광시곡 - 에리크 사티 - 스포츠와 기분전환 16번 <탱고> - 장 시벨리우스 - 핀란디아 - 사이먼 앤 가펑클 - Wednesday Morning, 3 A.M. - 브루스 스프링스틴 - Born to run - 빌리 스트레이혼 - A열차를 타세요 - 요한 슈트라우스 1세 - 라데츠키 행진곡 - 이고리 스트라빈스키 - 불새 - B'z - 언젠가의 메리 크리스마스 - 표트르 일리치 차이콥스키 - 만프레드 교향곡 - 현악 세레나데 - 유니콘 - 수염과 보잉 - 주세페 베르디 - 리골레토에서 <여자의 마음> - 안토니오 비발디 - 바이올린 협주곡집 《화성과 창의에 대한 시도》 제1곡 마장조 <봄> - 리하르트 바그너 - 니벨룽의 반지 |

## 단행본 목록
| 순번 | 제목                                                               | 언어     | 발행일           | ISBN                   |
| ---- | ------------------------------------------------------------------ | -------- | ---------------- | ---------------------- |
| 1    | さよならピアノソナタ 안녕 피아노 소나타 1                          | 일본어판 | 2007년 11월 10일 | ISBN 978-4-8402-4071-0 |
| 1    | さよならピアノソナタ 안녕 피아노 소나타 1                          | 한국어판 | 2009년 2월 10일  | ISBN 978-89-6145-882-5 |
| 2    | さよならピアノソナタ2 안녕 피아노 소나타 2                         | 일본어판 | 2008년 3월 10일  | ISBN 978-4-8402-4195-3 |
| 2    | さよならピアノソナタ2 안녕 피아노 소나타 2                         | 한국어판 | 2009년 5월 10일  | ISBN 978-89-6145-859-7 |
| 3    | さよならピアノソナタ3 안녕 피아노 소나타 3                         | 일본어판 | 2008년 8월 10일  | ISBN 978-4-04-867182-8 |
| 3    | さよならピアノソナタ3 안녕 피아노 소나타 3                         | 한국어판 | 2009년 7월 10일  | ISBN 978-89-267-9000-7 |
| 4    | さよならピアノソナタ4 안녕 피아노 소나타 4                         | 일본어판 | 2008년 12월 5일  | ISBN 978-4-04-867429-4 |
| 4    | さよならピアノソナタ4 안녕 피아노 소나타 4                         | 한국어판 | 2009년 9월 10일  | ISBN 978-89-267-9007-6 |
| 외전 | さよならピアノソナタencore pieces 안녕 피아노 소나타 encore pieces | 일본어판 | 2009년 10월 10일 | ISBN 978-4-04-868078-3 |
| 외전 | さよならピアノソナタencore pieces 안녕 피아노 소나타 encore pieces | 한국어판 | 2010년 2월 10일  | ISBN 978-89-267-9029-8 |